# Kirkeligt Verdensforbund
Kirkeligt Verdensforbund (ty. Weltbund für Freundschaftsarbeit der Kirchen; en. World Alliance for promoting international Friendship through the Churches) var et forbund dannet i Konstanz i begyndelsen af august 1914 for at fremme venskabeligt samarbejde mellem kirkesamfund.
På grund af udbruddet af første verdenskrig måtte det egentlige arbejde udskydes til efter krigen. Præsident var englænderen lord Dickingson, der 1935 efterfulgtes af Haderslev Stifts første biskop Valdemar Ammundsen. Forbundet indgik i Kirkernes Verdensråd da det blev oprettet 1948.